# Цвізель
Цвізель (нім. Zwiesel) — місто в Німеччині, розташоване в землі Баварія. Підпорядковується адміністративному округу Нижня Баварія. Входить до складу району Реген.
Площа — 41,14 км2. Населення становить 9179 ос. (станом на 31 грудня 2020).

## Географія

### Адміністративний поділ
Місто складається з 9 районів:
- Цвізель
- Бернцель
- Грісбах
- Інненрід
- Клаутценбах
- Ліхтенталь
- Рабенштайн
- Терезінталь
- Цвізельберг

## Уродженці
- Антон Вальдманн (1878—1941) — німецький військовий медик, генерал медичної служби вермахту.
- Лутц Фаненштиль (* 1973) — німецький футболіст, тренер та футбольний функціонер.